# Herminia Martínez Amigó
Herminia Martínez Amigó foi uma mártir católica, morta durante a Guerra Civil Espanhola. Por suas demonstrações públicas de religiosidade, foi assassinada junto a seu esposo, sendo beatificada pelo papa João Paulo II em 11 de março de 2001.